# 맥스 헤드룸 전파 납치 사건
맥스 헤드룸 전파 납치 사건(영어: Max Headroom broadcast signal intrusion)은 1987년 11월 22일 저녁, SF 드라마 맥스 헤드룸에 나오는 맥스 헤드룸의 가면을 뒤집어쓴 최소 두 명의 신원미상의 인물들이 미국 일리노이주 시카고에서 두 곳의 방송사의 텔레비전 방송신호를 하이재킹한 사건이다. 소위 전파납치가 무엇인지 보여주는 정석적 사례로 평가받는다. 당시 WGN-TV와 WTTW의 전파가 납치당했고, 전파납치범들은 약 3시간 동안 정상방송을 방해했다.
당시 미국에서 전국적인 화제가 되었으나 범인이 누구인지는 현재까지 밝혀지지 않고 있다.

## 같이 보기
- 전파납치
- 애슈타 전파 납치 사건